# Langlade (Saint-Pierre-et-Miquelon)
Pour les articles homonymes, voir Langlade.
Langlade (également appelé Petite Miquelon), est une presqu'île française qui, avec celles de Grande Miquelon et du Cap, forme l'île de Miquelon dans l'archipel de Saint-Pierre-et-Miquelon. 

## Toponymie
L'origine du nom Langlade est assez curieuse ; contrairement aux idées reçues, elle n'a aucun rapport avec la commune de Langlade ou le chevalier du même nom. Langlade est dérivé d'un toponyme qui était autrefois le « cap d'Angleterre » (carte de Denis de Rotis, 1674), ou le « Cap de Langlais » (Belleorme, 1694). Des cartes très anciennes font état d'une île baptisée « Terra England » (Velasco ou Simancas 1610, H. Briggs 1625, John Speed 1628).

## Géographie
D'une superficie de 91 km2, elle est rattachée à l'île de grande Miquelon par un isthme sableux depuis le XVIIIe siècle.
L'île n'est pas habitée de manière permanente : on ne trouve qu'un hameau de résidences secondaires essentiellement regroupées autour de « l'Anse du Gouverneur ». Ces dernières années et jusqu'à sa mort en 2006, Charles Lafitte (un habitant de Saint-Pierre) avait décidé d'y vivre en solitaire.
La seule rivière de l'archipel, la Belle Rivière, s'y écoule du sud au nord.
Plus de 600 épaves jonchent les côtes de ces îles dont certaines seraient à l'origine de la création de l'isthme.
Le folklore local regorge d'histoires de fantômes et de trésors perdus.

## Environnement
Au milieu du XIXe siècle, l'île était déjà en grande partie déboisée par ses occupants et en situation de surexploitation de sa ressource arborée.
À propos de la richesse forestière des colonies françaises, la Revue des eaux et forêts écrivait sur les îles Saint-Pierre et Miquelon qu'« à raison de leur situation et de leurs conditions climatiques, (elles) ne présentent qu'un médiocre intérêt au point de vue forestier. À Saint-Pierre, on ne trouve d'autres arbres que quelques sapins tortueux et rabougris. À L'Anglade, la plus petite des deux Miquelon, on rencontre quelques bouquets de bois ; le sapin y atteint dix à douze mètres d'élévation. On y voit aussi quelques bouleaux. Ces îles sont loin de fournir les ressources en bois nécessaires pour leur propre consommation : en 1865, elles ont importé pour 303 000 francs de bois communs et en ont exporté pour 120 000 francs. »

## Administration
Administrativement, Langlade fait partie de la commune de Miquelon-Langlade.

## Lieux et monuments
- Chapelle Sainte-Thérèse-de-l'Enfant-Jésus de Langlade.
- Phare de Pointe-Plate (classé Monument historique).

## Galerie

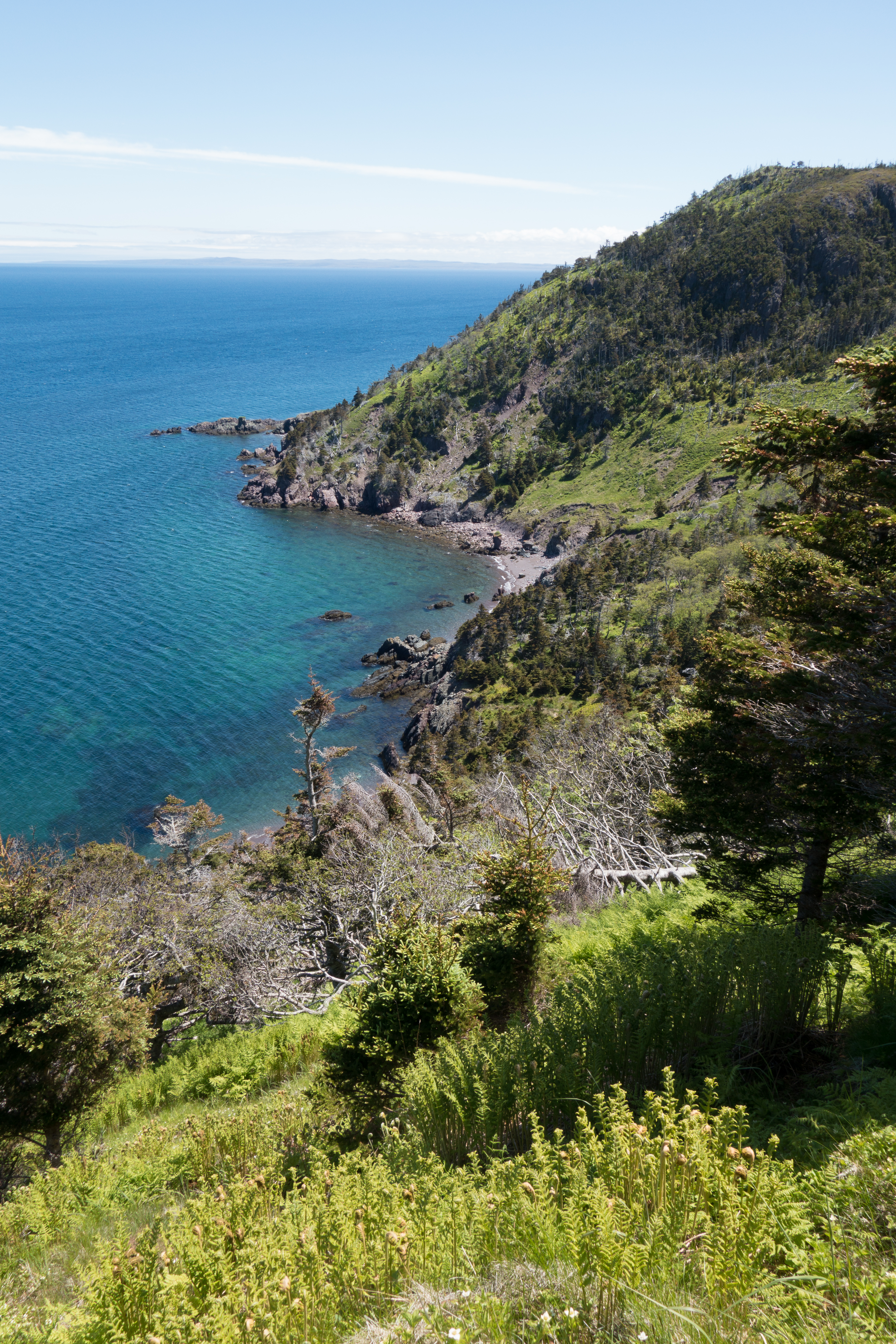
Anse à la Vierge.
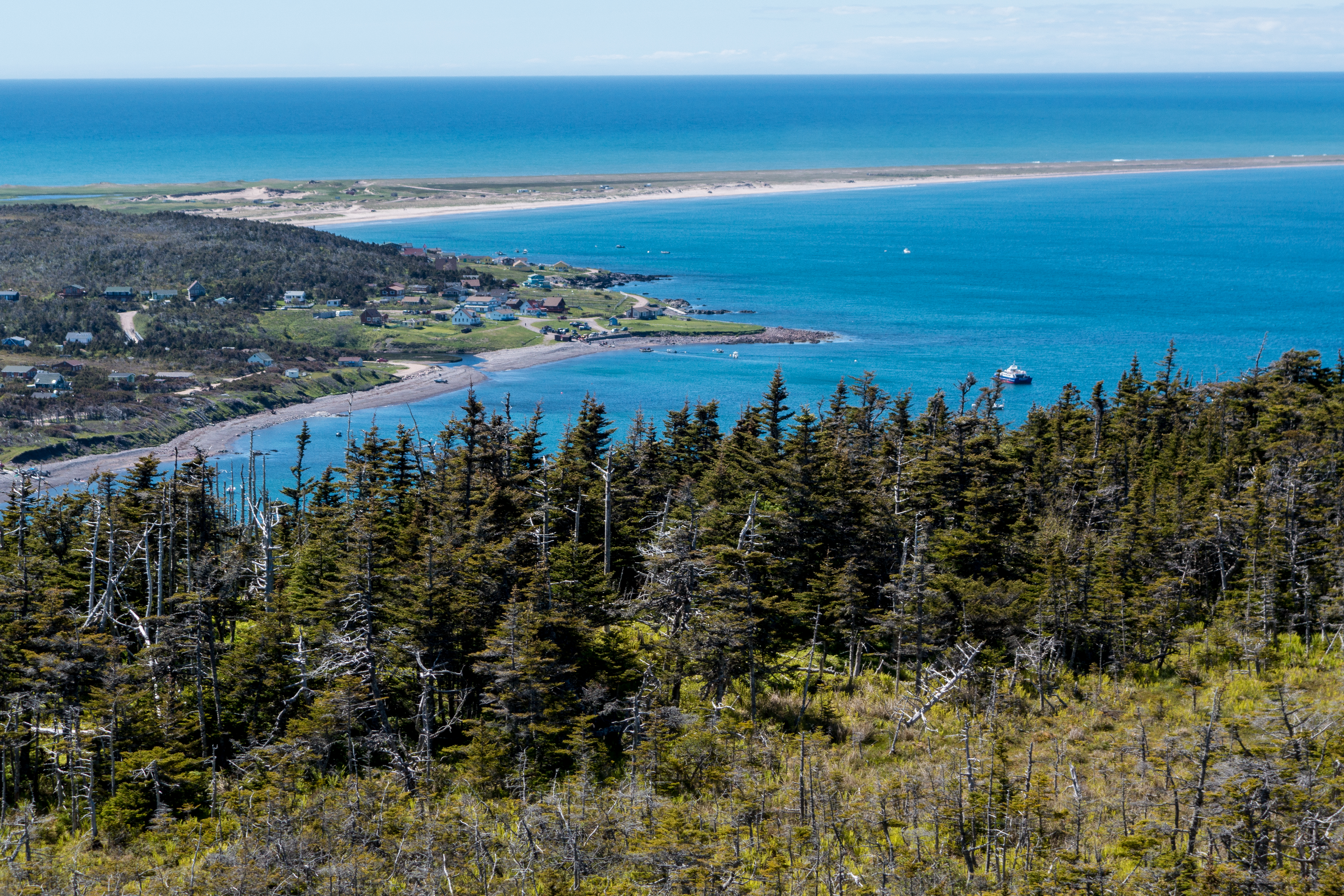
Anse du Gouverneur et isthme de Langlade.
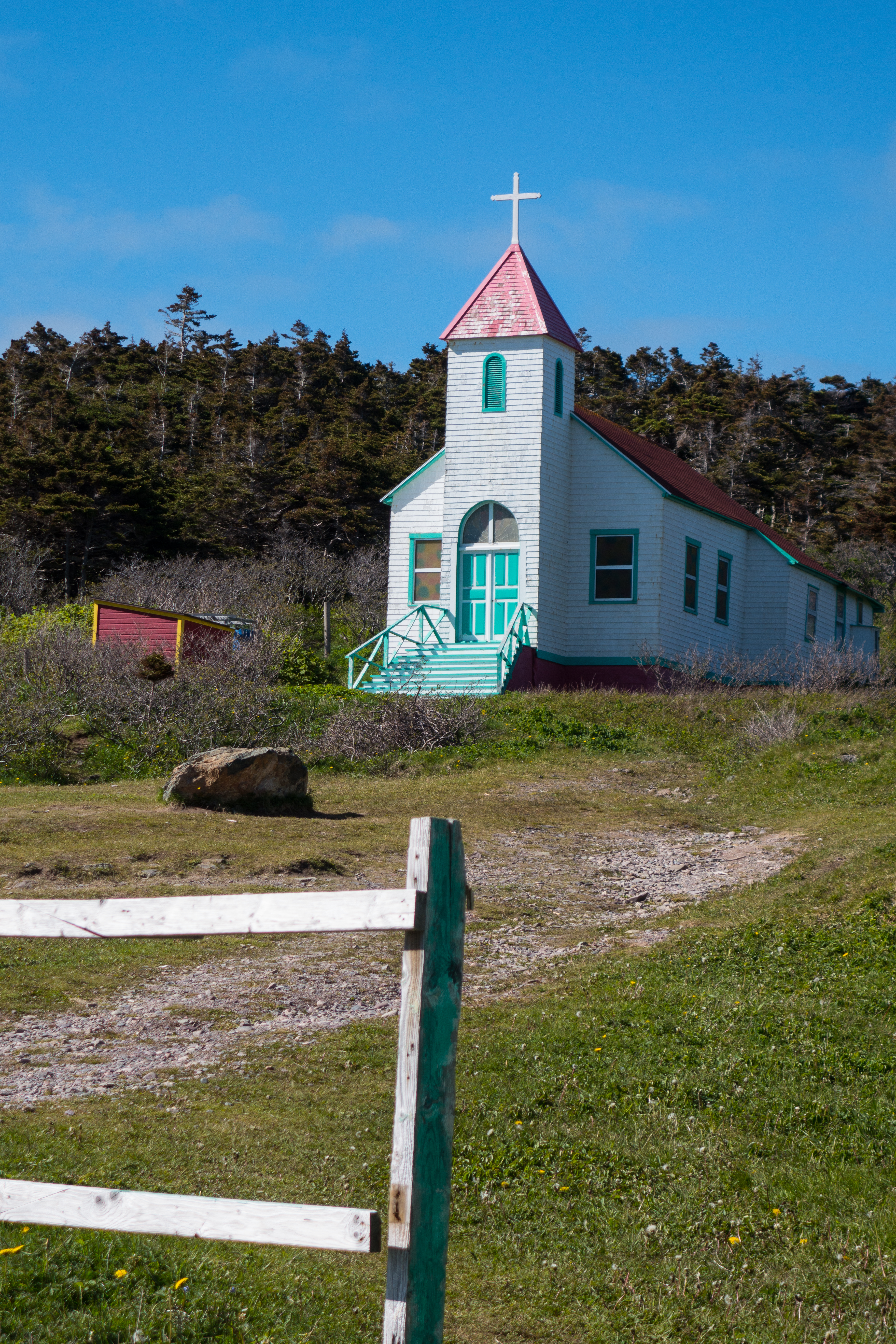
Église du hameau de Langlade.
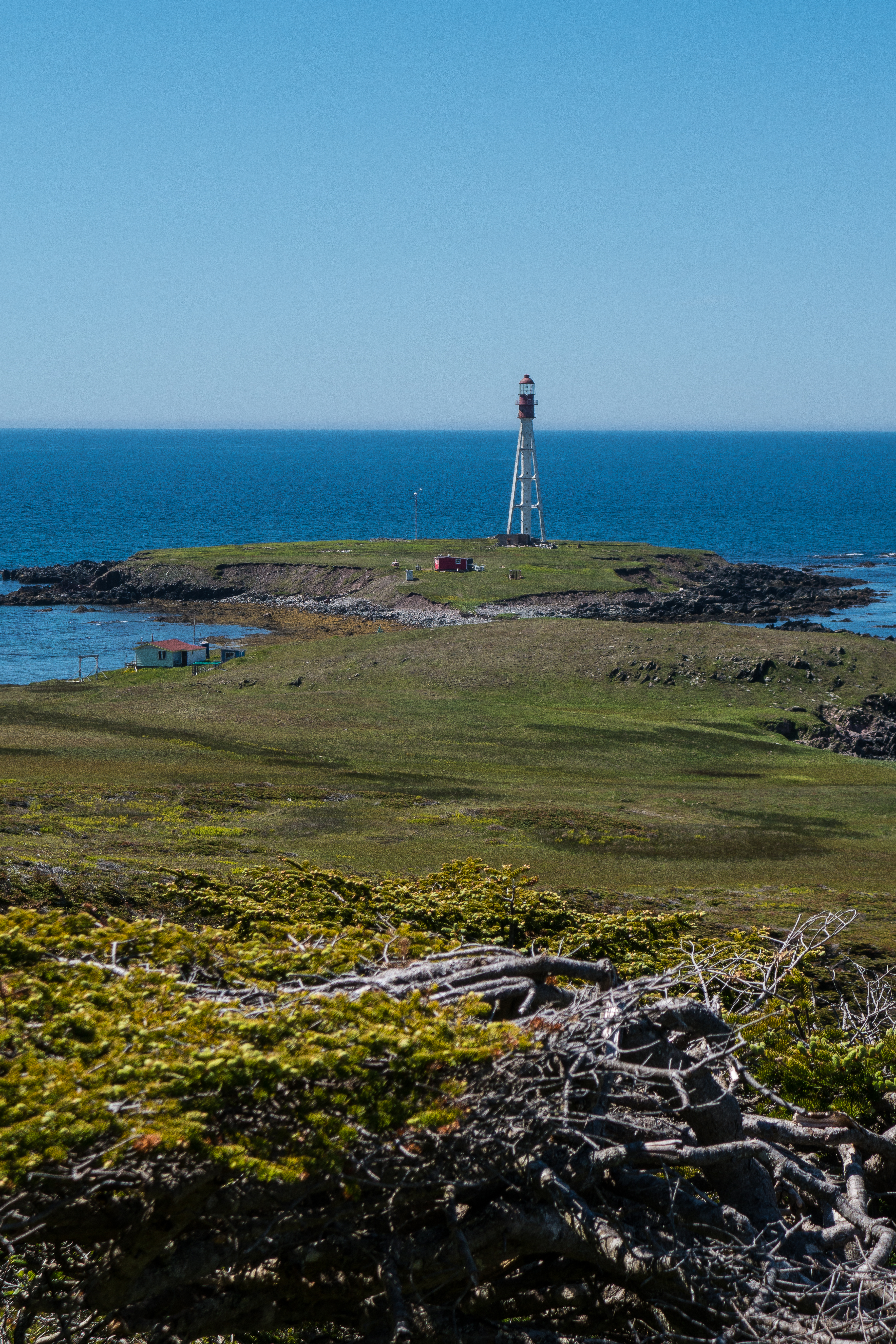
Phare de Pointe-Plate au sud-ouest de Langlade.